# بوزانو
بوزانو (به پرتغالی: Bozano) یک منطقهٔ مسکونی در برزیل است که در ریو گرانده جنوبی واقع شده‌است. بوزانو ۲٬۱۱۱ نفر جمعیت دارد.